# 浅野忠長
浅野 忠長（あさの ただなが）は、江戸時代前期の安芸国広島藩の家老。三原浅野家第2代。

## 略歴
天正20年（1592年）11月、加藤光泰の重臣・大橋清兵衛の子として甲斐に生まれる。その後、外祖父浅野忠吉の養子となり、紀州藩時代から広島藩転封初期の浅野家に仕えた。紀州藩時代の慶長19年（1614年）、慶長20年（1615年）には大坂の陣に出陣している。
広島転封後の元和7年（1621年）、忠吉の死去により家督相続し、広島藩筆頭家老として重要な支城である三原城主となる。
元和8年（1622年）、頼兼新田を干拓する。寛永元年（1624年）5月、幕命で江戸城清水門修築、寛永6年（1629年）には、江戸城和田倉門石垣修理の指揮を執り、賞された。
寛永9年（1632年）に藩主光晟が16歳で藩主となったため、家老として良く補佐した。寛永12年（1635年）5月、江戸城二の丸修理の指揮を賞され、将軍より時服を賜る。
正保元年（1645年）、三原横山新田を干拓する。承応元年（1652年）、三原にて関船八幡丸を建造する。
明暦2年（1656年）、隠居して家督を嫡男の忠真に譲り、因甫と号した。万治3年（1660年）8月26日、広島の自邸で死去、享年69。